# Lauro Vieira de Brito
Lauro Vieira de Brito (Tijucas, 30 de junho de 1936) é um empresário e político brasileiro.
Filho de Miguel Vieira de Brito Júnior e Olindina Vieira de Brito.
Foi prefeito de Tijucas de 1977 a 1982, eleito pelo Movimento Democrático Brasileiro (MDB).
Foi deputado à Assembleia Legislativa de Santa Catarina na 11ª legislatura (1987 — 1991), eleito pelo Partido do Movimento Democrático Brasileiro (PMDB).